# روبن سميث (لاعب شطرنج)
روبن سميث (بالإنجليزية: Robin Smith)‏ هو لاعب شطرنج بالمراسلة ‏ أمريكي، ولد في 17 أغسطس 1952، وتوفي في 1 مايو 2009.

## وصلات خارجية
- روبن سميث على موقع مباريات الشطرنج (الإنجليزية)
- روبن سميث على موقع 365Chess.com (الإنجليزية)
- روبن سميث على موقع اتحاد المراسلات الدولية للشطرنج (الإنجليزية)